# Židé v Eritreji
Eritrejská židovská komunita byla pravděpodobně založena jemenskými Židy, které zaujaly nové finanční možnosti, jež se naskytly po italské koloniální expanzi ke konci 19. století. 
Během britské vlády byla Eritrea často místem internace pro izraelské židovské guerrilly. Mezi těmi uvězněnými byl budoucí izraelský ministerský předseda Jicchak Šamir a Chajim Korfu, zakladatel fotbalového klubu FC Beitar Jerusalem.
Poté, co byla roku 1961 Eritrea anektována Etiopií, a začala Eritrejská válka nezávislosti, začali Židé Eritreu opouštět. V 70. letech emigrace ještě vzrostla vlivem stupňujícího se násilí mezi Eritreou a Etiopií. 
V roce 1993 získala Eritrea oficiální nezávislost a dnes v této zemi žije pouze jediný rodilý Žid Sami Kohen, který navštěvuje Asmarskou synagogu a hřbitov.
Judaismus není v Eritreji jedním ze čtyř vládou uznávaných náboženství.